# Grasston (Minnesota)
Grasston es una ciudad ubicada en el condado de Kanabec en el estado estadounidense de Minnesota. En el Censo de 2010 tenía una población de 158 habitantes y una densidad poblacional de 64,55 personas por km².

## Geografía
Grasston se encuentra ubicada en las coordenadas 45°47′52″N 93°9′18″O / 45.79778, -93.15500. Según la Oficina del Censo de los Estados Unidos, Grasston tiene una superficie total de 2.45 km², de la cual 2.35 km² corresponden a tierra firme y (4.02%) 0.1 km² es agua.

## Demografía
Según el censo de 2010, había 158 personas residiendo en Grasston. La densidad de población era de 64,55 hab./km². De los 158 habitantes, Grasston estaba compuesto por el 98.1% blancos, el 0.63% eran afroamericanos, el 0% eran amerindios, el 0% eran asiáticos, el 0% eran isleños del Pacífico, el 0.63% eran de otras razas y el 0.63% pertenecían a dos o más razas. Del total de la población el 1.27% eran hispanos o latinos de cualquier raza.